# ТЕС Драй-Крік
ТЕС Драй-Крік – теплова електростанція на півдні Австралії.
В 1973 році на майданчику станції ввели в дію три встановлені на роботу у відкритому циклі газові турбіни виробництва Kraftwerk Union (спільне підприємство Siemens та AEG) потужністю по 52 МВт. 
Станція працює на природному газі, що надходить до Аделаїди по трубопроводах Мумба – Аделаїда та Айона – Аделаїда.
Первісно ТЕС належала Electricity Trust of South Australia, а після приватизації в 1999-му електроенергетичних активів Південної Австралії перейшла до Synergen Power (спільне підприємство французької Engie та японської Mitsui, що мають частки 72% та 28% вілповідно).
Якщо на початку експлуатації рівень завантаження станції досягав 80% – 90%, то станом на 2024 рік він скоротився до 2% – 3%.